# 日本特許分類
日本特許分類（Japanese Patent Classification、JPC）は、かつて用いられていた日本独自の特許文献の分類である。

## 歴史
特許は、従来存在した技術から容易に思いつかない発明に対して与えられるものであるから、特許の可否を判断するためには、特許文献等により、これまでにどのような技術があったのかを調査する必要がある。また、他者の特許を侵害しないためには、自分の製品等が他人の特許に抵触しないことを調査して確認する必要がある。このような調査を効率的に行うことができるように、各国ではそれぞれ独自に特許文献の分類を作成してきた。
日本においても、1885年（明治18年）に専売特許条例が施行された際に分類が作成され、これを源とする日本特許分類が、1921年（大正10年）、1948年（昭和23年）等の大改正を経ながら、随時更新され使用されてきた。
しかし、1968年（昭和43年）に国際特許分類（IPC）が作成されると、種々の国の特許文献を一つの分類体系で検索することができることから、これを採用する国が増加。日本では、1970年（昭和45年）10月発行の公告特許公報からIPCのサブクラス（上位階層部分）の付与が、1973年（昭和48年）10月発行の公告特許公報及び1975年（昭和50年）3月発行の公開特許公報からフルシンボル（最下位階層までの全体）の付与がそれぞれ開始され、JPCにIPCが併記されるようになった。そして、1980年（昭和55年）1月からはIPCに完全に移行し、JPCは用いられなくなった。
なお、現在も日本国特許庁は独自の分類であるFIを使用しているが、これはIPCをさらに細分化したものであって、JPCとの直接のつながりはない。

## 構造
1類から136類まで数字で区分され、さらに、アルファベット、数字の順に階層構造で細分化されていた。例えば、養蚕についての分類は以下のような構造を持っていた。
- 7類 - 養蚕
  - 7D - 飼料
    - 7D0 - 飼料
    - 7D25 - 桑刻み
    - 7D3 - 代用飼料

また、技術の多様化に応じて類が分割されたものもあった。例えば、97類は以下の5つに細分されていた。
- 97(3)類 - 模写電送
- 97(5)類 - テレビジョン
- 97(7)類 - 電気的ディジタル計算
- 97(8)類 - 電気的アナログ計算
- 97(9)類 - 電気的ハイブリッド計算

JPCは主として用途に従った分類であるのに対して、IPCは用途及び機能に従った分類であるという特徴があった。また、1977年（昭和52年）当時の分類項目数はIPCの方が多かった。